# دالسلاند

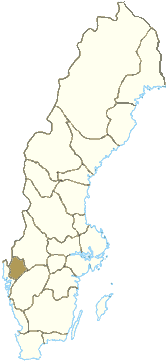
موقعیت دالسلاند در سوئد

دالسلاند (به سوئدی: Dalsland) یکی از استان‌های سوئد است که در جنوب غربی این کشور قرار دارد که از جنوب غربی با بوهوسلن، از غرب با نروژ، از شمال و شمال شرقی با ورملاند، از شرق با دریاچه وانم و از شرق و جنوب با وسترگوتلاند هم‌مرز می‌باشد.
دالس‌لند سرزمینی با دریاچه‌ها و جنگل‌های انبوه است. همچنین تراکم جمعیت پائینی دارد و تنها ۵۰٫۰۰۰ نفر در این استان زندگی می‌کنند. ۴۵۰ کیلومتر مربع از مساحت دالس‌لند را دریاچه‌ها و رودخانه‌ها تشکیل داده‌اند. یک چهارم مساحت آن مربوط به اراضی کشاورزی و سه چهارم دیگر مربوط به اراضی جنگلی می‌باشد.